# Ballinamore
Ballinamore (in irlandese: Béal an Átha Móir) è una città nella contea di Leitrim, in Irlanda.